# Elliot Grainge
Elliot Cecil Grainge es un ejecutivo discográfico británico. Es el director ejecutivo de 10K Projects, el sello discográfico que fundó en 2016. La empresa cuenta con distintos artistas como Trippie Redd, 6ix9ine, Iann Dior, Ice Spice, entre otros. Es el hijo del ejecutivo discográfico, director ejecutivo y presidente de Universal Music Group, Lucian Grainge. Está casado con la personalidad mediática y modelo Sofia Richie.

## Primeros años y educación
Grainge se crio en Reino Unido. Es el hijo de Lucian Grainge y de su primera esposa, Samantha Berg. Elliot fue criado bajo la religión judía. En 2009 se mudó a los Estados Unidos.
Asistió a la Universidad del Nordeste, en Boston. Mientras era estudiante, Grainge dirigió un negocio de servicio de bebidas alcohólicas en locales de baile y hip hop de Boston. Después de graduarse y obtener su titulación, Grainge se mudó a Los Ángeles, donde residía su familia.

## Carrera
En 2016 fundó su propio sello discográfico, 10K Projects. Dentro del sello se encuentran cantantes y raperos como Iann Dior, Trippie Redd o 6ix9ine, así como la banda pop Surfaces, entre otros artistas. Algunos de estos artistas fueron descubiertos por Grainge en la plataforma de música SoundCloud, llamando a esta plataforma como una "chuleta" o "hoja para copiarse" a la hora de encontrar nuevos talentos. Los artistas bajo 10K Projects son distribuidos y gestionados por Caroline Records, de Universal Music Group.
En octubre de 2019, 10K Projects firmó un acuerdo de empresa conjunta junto al productor musical Taz Taylor y su empresa Internet Money Records. En junio de 2020, creó 10K Together, una división benéfica de 10K Projects enfocada en donar dinero a organizaciones benéficas que ayudasen a luchar contra el racismo y en apoyar a empresas bajo propiedad de artistas o empresarios negros.
Para diciembre de 2019, los artistas bajo su sello recibieron un total de 18 sencillos de oro y 8 sencillos de platino.
El 1 de agosto de 2024, se anunció que para el 1 de octubre de ese mismo año, Grainge se convertiría en el nuevo presidente y director ejecutivo de Atlantic Music Records, el sello matriz de Atlantic Records, sustituyendo al antiguo director, Julie Greenwald.

## Vida personal
El 20 de abril de 2022, Grainge se comprometió con la personalidad mediática y modelo Sofia Richie, hija del cantante Lionel Richie. Se casaron el 22 de abril de 2023 en una ceremonia celebrada en el sur de Francia. 
En enero de 2024, Sofia anunció que estaba embarazada de su primer hijo junto a Elliot, revelando que sería una niña. El 20 de mayo de 2024 dieron la bienvenida a su primera hija, Eloise Samantha Grainge.